# 基准资本
基准（Benchmark）是美国旧金山的一家风险投资公司，主要为创业公司提供种子轮资金。

## 历史
1995年，公司创立，1997年给eBay投资670万美元，获得公司22.1%的股份，后来又投资过Uber、Dropbox等许多公司。

## 结构
基准资本是第一家在合伙人中采用平等所有权和回报权的投资公司，所有合伙人都分享同等的收益，没有高下之分，公司也没有CEO。